# Virgil Earp
Virgil Walter Earp (Hartford, 8 luglio 1843 – Goldfield, 19 ottobre 1905) è stato un pistolero statunitense, fratello maggiore del famoso sceriffo e pistolero Wyatt Earp.

## Biografia
Con i fratelli Wyatt, Morgan e Doc Holliday, Virgil partecipò alla sparatoria all'O.K. Corral a Tombstone. Dopo l'omicidio di Morgan (18 marzo 1882), Virgil non seguì Wyatt e Doc Holliday nella "cavalcata" nota come Vendetta degli Earp (20 marzo-15 aprile 1882), o "Guerra dell'Arizona", che vide opposti gli Earp e la banda dei Cowboys. Ferito ad un braccio in un attentato mesi prima dell'assassinio di Morgan, Virgil lasciò Tombstone con la moglie per riparare presso i genitori in California. Si portò poi in Colorado e Nevada, guadagnandosi sempre di che vivere come uomo di legge.

### Fonti
- Breakenridge, Billy (1928), Helldorado: Bringing the Law to the Mesquite, Boston, ed. Richard M. Brown, University of Nebraska Press, 1992, ISBN 0-8032-6100-4. Nel volume del ex-aiutante di Behan, la figura di Wyatt Earp viene presentata in chiave apertamente negativa. Il punto di vista di Breakenridge aiuta però notevolmente a stemperare i toni aulici di Lake.
- Burns, Walter Noble (1927), Tombstone, an Iliad of the West, ed. Casey Tefertiller, University of New Mexico Press, 1999, ISBN 0-8263-2154-2.
- Lake, Stuart (1931), Wyatt Earp, frontier marshal. Prima biografia autorizzata di Wyatt Earp, basata su di un'intervista concessa a Lake da Earp nel 1928. Il volume raccoglie anche i testi dell'autobiografia che Earp dettò nel 1926 a John H. Flood.
- (Marcus, Josephine) (1998), I Married Wyatt Earp: The Recollections of Josephine Sarah Marcus Earp, ed. Glenn G. Boyer, University of Arizona Press, ISBN 0-8165-0583-7. Le memorie della moglie di Wyatt Earp, Josephine Marcus.
- Turner, Alford E. (1981), The O.K. Corral inquest, College Station (Texas), ISBN 0-932702-16-3. Il volume raccoglie i documenti originali del processo condotto dal giudice di pace Spicer, analizzati ed annotati dell'autore Turner. Viene considerata la più autorevole fonte di informazioni sugli Earp.

### Studi
- Gatto, Steve (2000), The Real Wyatt Earp: A Documentary Biography, Silver City, ISBN 0-944383-50-5.
- Barra, Allen (1998), Inventing Wyatt Earp: His Life and Many Legends, New York, ISBN 0-7867-0685-6.
- Tefertiller, Casey (1997), Wyatt Earp: The Life Behind the Legend, New York, ISBN 0-471-18967-7.
- McCool, Grace (1990), GUNSMOKE: The True Story of Old Tombstone, Tucson, ISBN 0-918080-52-5.
- Marks, Paula Mitchell (1989), And Die in the West: the story of the O.K. Corral gunfight, New York, ISBN 0-671-70614-4.